# Rudolf Jürgens (Mediziner)

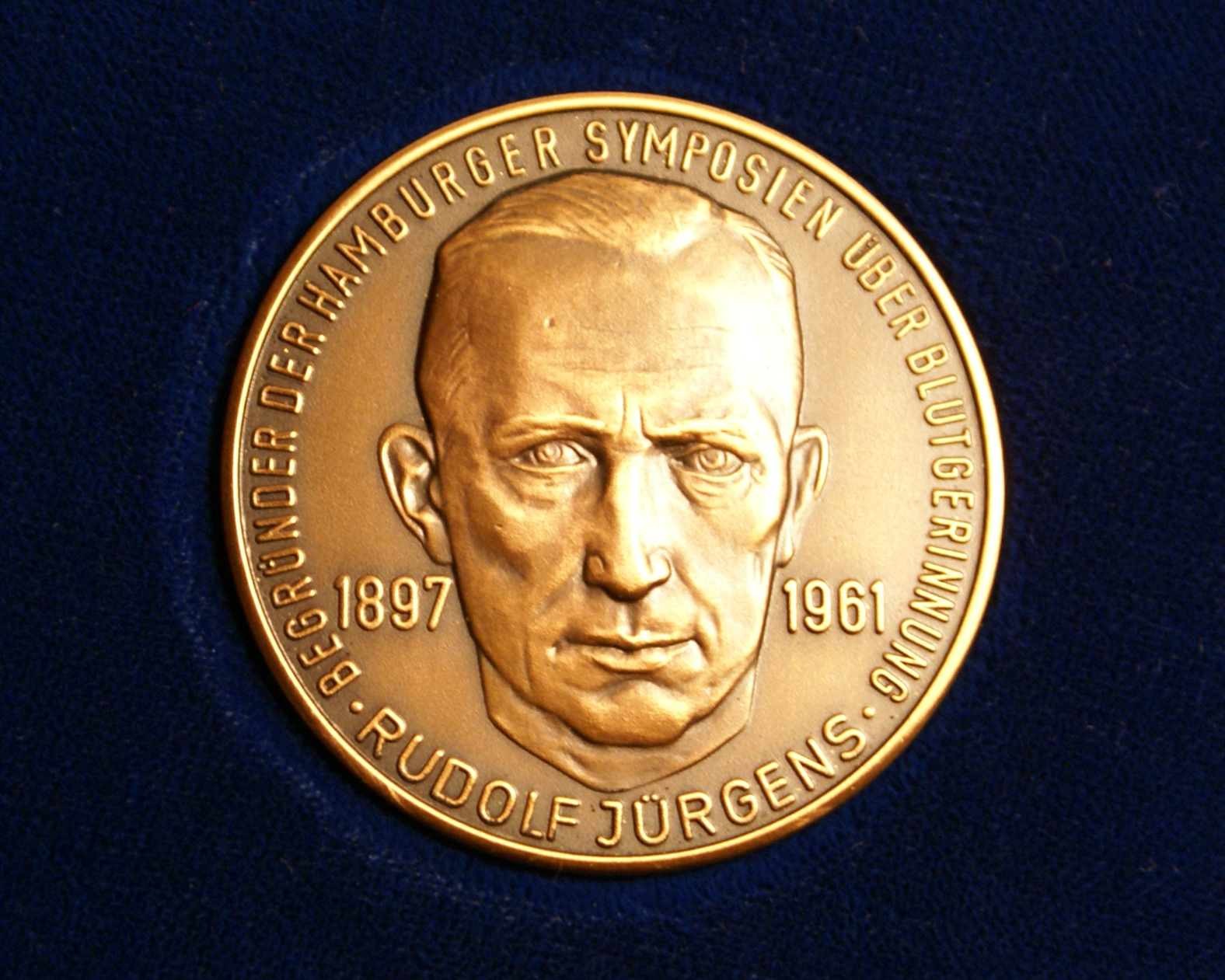
Rudolf-Jürgens-Gedenk-Medaille

Rudolf Jürgens (* 18. Dezember 1898 bei Berlin; † 8. Februar 1961 ebenda) war ein deutscher Arzt, Hämatologe, Pfadfinder und Mitentdecker des Willebrand-Jürgens-Syndroms.

## Lebenslauf
Rudolf Jürgens wurde nahe Berlin auf dem Landgut seines Vaters, eines Pathologen und engen Mitarbeiters Rudolf Virchows geboren. Jürgens wurde evangelisch getauft, wobei Rudolf Virchow die Patenschaft übernahm. Nach der Schulzeit am humanistisch geprägten Friedrichwerderschen Gymnasium wurde er im Ersten Weltkrieg als Infanterist eingezogen. Nach Kriegsende studierte Jürgens in Berlin Medizin und ging anschließend als Assistent zu Paul Morawitz an die Leipziger Medizinische Klinik. Seine Forschungsschwerpunkte lagen auf dem Gebiet der Blutgerinnungsstörungen. Der Titel seiner im Jahre 1932 vorgelegten Habilitationsschrift lautet: „Beitrag zur Pathologie und Klinik der Blutungsbereitschaft“. Während eines Aufenthalts auf den Aalandsinseln gelang ihm 1933 in Zusammenarbeit mit Erik Adolf von Willebrand die Abgrenzung einer bis dahin unbekannten hereditären Blutungskrankung, die später nach ihren Entdeckern als Willebrand-Jürgens-Syndrom benannt wurde. 1935 wurde Jürgens zum Leiter der III. Medizinischen Universitätsklinik Berlins berufen und übernahm zeitweise die kommissarische Leitung des Lehrstuhls für natürliche Heil- und Lebensweisen von Werner Jansen. Nach fünf Jahren verließ er 1938 Berlin, um im schweizerischen Basel die Leitung der Medizinischen Laboratorien der Hoffmann-La Roche & Co. AG zu übernehmen. Dort forschte er unter anderem an chemischen Kampfstoffen. Versuchen aus dem Deutschen Reich, ihn zurückzuholen, verweigerte Jürgens sich.
1956 wurde er Direktor der Hoffmann-La Roche A.G. in Grenzach-Wyhlen, des deutschen Firmenzweigs der schweizerischen Muttergesellschaft. Rudolf Jürgens verstarb am 8. Februar 1961 in Berlin.

## Hamburger Symposion über Blutgerinnung
1954 gründete Rudolf Jürgens das Hamburger Symposion über Blutgerinnung. Nach seinem Tod wurde ihm zu Ehren von den Vorsitzenden des Hamburger Symposions über Blutgerinnung die Rudolf-Jürgens-Gedenk-Medaille für hervorragende Verdienste um die Blutgerinnungsforschung vergeben.

## Pfadfinder und Nationalsozialist
Im Jahr 1922 war Jürgens Gründungsmitglied der Wandervogelorganisation Neudeutscher Bund, der sich später aber eher der Pfadfinderbewegung zuwandte und 1930 in Neudeutscher Pfadfinderbund umbenannte. Dieser schloss sich 1932 mit anderen Pfadfinderverbänden zur Reichsschaft Deutscher Pfadfinder zusammen. Jürgens wurde erster Bundesführer der Reichsschaft. Nachdem die Reichsschaft eine Zusammenarbeit mit der Hitlerjugend abgelehnt hatte, wurde die Reichsschaft am 26. Mai 1934 verboten.
Wohl im Mai 1933 wurde Jürgens Mitglied der Nationalsozialistischen Deutschen Arbeiterpartei. Bereits Mitte 1933 folgte ein Parteiausschlussverfahren mit dem Vorwurf, Jürgens habe im Rahmen der Reichsschaft gegen Anweisungen der Reichsjugendführung gehandelt. Das Verfahren wurde eingestellt. 1939 folgte ein zweites Verfahren mit dem Vorwurf der verdeckten Fortsetzung der Reichsschaft, im damaligen Sprachgebrauch „fortgesetzte bündische Betätigung“. Dieses Verfahren führte zum Parteiausschluss.